# Вязовка (Переволоцкий район)
Вязовка —хутор в Переволоцком районе Оренбургской области в составе сельского поселения Садовый сельсовет.

## География
Находится на расстоянии примерно 6 километров по прямой на юго-запад от районного центра поселка Переволоцкий.

## Население
Население составляло 65 человек в 2002 году (58% русские),  16 по переписи 2010 года.